# Raddia brasiliensis
Raddia brasiliensis là một loài thực vật có hoa trong họ Hòa thảo. Loài này được Bertol. miêu tả khoa học đầu tiên năm 1819.